# Shimpeitai-Zwischenfall
Der Shimpeitai-Zwischenfall (japanisch 神兵隊事件 Shimpeitai jiken) war 1933 ein Versuch rechter Kräfte, in Japan durch einen Umsturz ein nationalistisch-militärisches Regime zu errichten.

## Übersicht
Die Shimpeitai (神兵隊, „Truppe der Gotteskrieger“) war eine Organisation, die einen Staatsstreich unter der Führung von Amano Tatsuo (天野 辰夫; 1892–1974) von der Patriotic Workers' Party (愛国勤労党, Aikoku kinrō-tō) und Suzuki Zenichi (鈴木 善一; 1903–?) von der Jugendabteilung der ultranationalen Dainippon Production Party (大日本生産党, Dainihon seisan-tō) ausführen wollte, an der sich auch Yasuda Tetsunosuke (安田 銕之助; 1889–1949), Oberstleutnant der Reservearmee, und Yamaguchi Saburō (山口 三郎; 1889–1934) vom Marine-Luftwaffen-Arsenal beteiligten.
Der Plan sah vor, hochrangige Vasallen, Kabinettsminister, Führungskräfte und Hauptquartiere politischer Parteien, die Polizei der Präfektur Tokio, Banken usw. mit 3600 Mitstreitern zu überfallen, die aus dem ganzen Land mobilisiert werden sollten. Man wollte auch Bombenanschläge mit Flugzeugen durchführen, das Kabinett Saitō stürzen und ein Kabinett der kaiserlichen Familie unter Kriegsrecht bilden und damit eine nationale Umstrukturierung durchführen. Am 10. Juli 1933 versammelten sich am Vorabend des Anschlags 49 Mitglieder im Park Meiji Jingu Gaien, um für das Gelingen zu beten. Sie wurden festgenommen, nachdem man durch Befragung ihre Pläne aufgedeckt hatte.
Der Fall wurde gemäß Artikel 78 des japanischen Strafgesetzbuches verfolgt und in 116 Verhandlungstagen vor Gericht verhandelt.  Es kam zu einem politisch gefärbten Urteil, in dem alle Angeklagten freigesprochen wurden. Es war einer der Putschvorfälle, die vom Zwischenfall am 15. Mai 1932 inspiriert wurden. Danach verschwand die Patriotic Workers' Party aus der Öffentlichkeit, und die Dainippon Productive Party verlor ihre Jugendsparte, indem sie den Nationalisten Tsukui Tatsuo (津久井 竜雄; 1901–1989) und Sannomiya Korenobu (三宮 維信) ausschloss und sich aufspaltete.